# قيزيق فجري
القيزيق الفجري (الاسم العلمي:Eocyzicus) هو جنس من الحيوانات يتبع فصيلة القيازق من رتبة مضاعفات الدرقة.

## القيزيق الفجري
- القيزيق الفجري المقعر
- القيزيق الفجري الديغاتي